# Literaturjahr 1942
Liste der Literaturjahre

◄◄ | ◄ | 1938 | 1939 | 1940 | 1941 | Literaturjahr 1942 | 1943 | 1944 | 1945 | ► | ►►

Weitere Ereignisse

## Ereignisse

### Prosa
- 20. Februar: Antoine de Saint-Exupéry veröffentlicht den stark autobiografischen Roman Pilote de guerre (Flug nach Arras) zunächst in den Vereinigten Staaten unter dem Titel Flight to Arras.

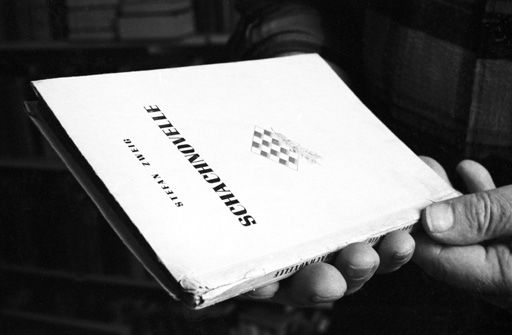
Die Erstausgabe der Schachnovelle von Stefan Zweig in den Händen von Georg P. Salzmann, Bibliothek der verbrannten Bücher

- 23. Februar: Stefan Zweig nimmt sich in seinem Haus in Petrópolis in Brasilien gemeinsam mit seiner Frau Lotte mit einer Überdosis Veronal das Leben. Postum erscheint sein im Exil entstandenes autobiographisches Werk Die Welt von Gestern in Kooperation der Verlage Hamish-Hamilton London und Bermann-Fischer Verlag AB in Stockholm. Am 7. Dezember erscheint in Buenos Aires in einer limitierten Auflage von 300 Stück die Schachnovelle.
- 26. November: Das Kinderbuch Pippi Langstrumpf von Astrid Lindgren erscheint.

- Albert Camus veröffentlicht in den Pariser Éditions Gallimard den existentialistisch-philosophischen Roman L’Étranger (Der Fremde). Dieser wird zu einem der meistgedruckten französischen Romane des 20. Jahrhunderts. Im selben Jahr erscheint auch der Essay Le mythe de Sisyphe (Der Mythos des Sisyphos).
- Der französische Autor Jean Marcel Bruller veröffentlicht unter dem Pseudonym Vercors heimlich im von den Deutschen besetzten Paris die Novelle Le silence de la mer (Das Schweigen des Meeres). Es ist der allererste Titel des Untergrundverlages Éditions de Minuit.
- Der Roman The Moon Is Down (Der Mond ging unter) von John Steinbeck erscheint.
- Der US-amerikanische Autor Isaac Asimov veröffentlicht im Science-Fiction-Magazin Astounding die Kurzgeschichte Runaround, in der er erstmals die drei Robotergesetze formuliert.
- Der Roman The Seventh Cross (Das siebte Kreuz) von Anna Seghers wird in den Vereinigten Staaten veröffentlicht.
- The Screwtape Letters von C. S. Lewis erscheinen als Buchausgabe.
- Agatha Christie veröffentlicht die Kriminalromane Die Tote in der Bibliothek, Das unvollendete Bildnis und Die Schattenhand.
- Die britische Kinderbuchautorin Enid Blyton veröffentlicht Five on a Treasure Island, den ersten Roman aus ihrer Fünf-Freunde-Serie.
- Von Cecil Scott Forester erscheint das Kinderbuch Poo-Poo and the Dragons.
- Von Carson McCullers erscheint die Kurzgeschichte A Tree, a Rock, a Cloud.
- Von der amerikanischen Autorin Hildgarde H. Swift erscheint das Bilderbuch The Little Red Lighthouse and the Great Gray Bridge.
- Cornell Woolrich veröffentlicht die Kurzgeschichte It Had to Be Murder. Diese wird 1954 von Alfred Hitchcock unter dem Titel Rear Window verfilmt.
- Es erscheint die Die kleine Tänzerin von Izu von Kawabata Yasunari in der deutschen Übersetzung von Oscar Benl.
- Vintilă Horia veröffentlicht seinen Roman Dort brennen sogar die Sterne... im Original.

### Lyrik
- Das Gedicht Töte ihn! von Konstantin Simonow erscheint in der sowjetischen Militärzeitung Roter Stern.

### Tagebücher
- 12. Juni: Anne Frank schreibt in einem Versteck in einem Amsterdamer Hinterhof einen ersten Eintrag in ihr Tagebuch.

### Periodika
- David Hare gibt in Zusammenarbeit mit Marcel Duchamp, André Breton und Max Ernst erstmals die surrealistische Zeitschrift VVV heraus.

## Geboren

### Januar bis März
- 01. Januar: Anne Duden, deutsche Schriftstellerin
- 06. Januar: Jochen Senf, deutscher Schauspieler und Autor
- 07. Januar: Hellmut G. Haasis, deutscher Historiker, Biograf, Schriftsteller und Verleger († 2024)
- 08. Januar: Per Anon Anonsen, norwegischer Filmeditor, Schauspieler, Drehbuchautor und Filmproduzent
- 10. Januar: Rimantas Šavelis, litauischer Schriftsteller und Drehbuchautor († 2021)
- 16. Januar: Sigrid Combüchen, schwedische Schriftstellerin und Literaturkritikerin
- 16. Januar: Uwe Grüning, deutscher Schriftsteller und Politiker († 2024)
- 18. Januar: Vassula Ryden, ägyptische Autorin
- 27. Januar: Stewart Raffill, US-amerikanischer Filmregisseur und Drehbuchautor

- 01. Februar: Terry Jones, britischer Komiker, Regisseur und Schriftsteller († 2020)
- 05. Februar: Janine Pommy Vega, US-amerikanische Dichterin († 2010)
- 07. Februar: Karl Galinsky, US-amerikanischer Altphilologe († 2024)
- 07. Februar: Klaus Theweleit, deutscher Literaturwissenschaftler, Kulturtheoretiker und Autor
- 08. Februar: Marianne Ach, deutsche Schriftstellerin und Pädagogin
- 11. Februar: Richard von Schirach, deutscher Autor und Sinologe († 2023)
- 19. Februar: Timothy Bond, kanadischer Filmregisseur und Drehbuchautor
- 21. Februar: Margarethe von Trotta, deutsche Regisseurin und Drehbuchautorin
- 24. Februar: Keto von Waberer, deutsche Schriftstellerin

- 01. März: Konrad Adam, deutscher Journalist und Publizist
- 02. März: John Irving, US-amerikanischer Romanautor
- 05. März: Mike Resnick, US-amerikanischer Science-Fiction-Schriftsteller († 2020)
- 14. März: Volker Elis Pilgrim, deutscher Schriftsteller († 2022)
- 20. März: Peter Schjeldahl, US-amerikanischer Kunstkritiker, Lyriker und Essayist († 2022)
- 20. März: Patrik von zur Mühlen, deutscher Politikwissenschaftler und Historiker († 2023)
- 23. März: Ama Ata Aidoo, ghanaische Schriftstellerin und Politikerin († 2023)
- 23. März: Michael Haneke, österreichischer Theater- und Filmregisseur, Drehbuchautor und Filmkritiker
- 25. März: Richard O’Brien, britischer Schauspieler, Autor und Komponist
- 26. März: Erica Jong, US-amerikanische Schriftstellerin
- 28. März: Daniel Dennett, US-amerikanischer Philosoph († 2024)
- 29. März: Kyōko Shinkai, japanische Schriftstellerin und Malerin
- 30. März: María del Carmen Aquino Rotundo, uruguayische Schriftstellerin und Journalistin

### April bis Juni
- 01. April: Samuel R. Delany, US-amerikanischer Science-Fiction-Schriftsteller
- 02. April: Kiran Nagarkar, indischer Schriftsteller († 2019)
- 06. April: Kabir Stori, paschtunischer Dichter und Schriftsteller († 2006)
- 13. April: Otto Marchi, Schweizer Schriftsteller und Historiker († 2004)
- 14. April: Labo Yari, nigerianischer Schriftsteller († 2023)
- 20. April: Raymond Cousse, französischer Schriftsteller, Dramatiker und Biograf († 1991)
- 20. April: Arto Paasilinna, finnischer Schriftsteller († 2018)
- 21. April: Gerd-Peter Eigner, deutscher Schriftsteller († 2017)
- 22. April: Giorgio Agamben, italienischer Philosoph, Essayist und Buchautor
- 22. April: Ursula Haeusgen, Begründerin und Mäzenin des Lyrik-Kabinetts in München († 2021)
- 28. April: Francisco Rico, spanischer Hispanist, Literaturwissenschaftler, Autor und Herausgeber († 2024)

- 02. Mai: Udo Steinke, deutscher Schriftsteller († 1999)
- 03. Mai: Karl-Heinz Garnitz, deutscher Schriftsteller
- 06. Mai: Ariel Dorfman, chilenischer Autor und Dramatiker
- 12. Mai: Barry B. Longyear, US-amerikanischer Science-Fiction-Autor († 2025)
- 17. Mai: Verena C. Harksen, deutsche Übersetzerin, Herausgeberin und Schriftstellerin
- 19. Mai: Otto Jägersberg, deutscher Schriftsteller und Filmemacher
- 22. Mai: Monika Nothing, deutsche Schriftstellerin, Hörspielautorin, Malerin, Journalistin und Familienberaterin
- 25. Mai: Kristian Gerner, schwedischer Historiker, Autor und Osteuropa-Experte

- 06. Juni: Klaus Bednarz, deutscher Journalist und Moderator († 2015)
- 06. Juni: Jean-Pierre Verheggen, belgischer Schriftsteller französischer Sprache († 2023)
- 14. Juni: Mila Haugová, slowakische Lyrikerin und Übersetzerin
- 14. Juni: Jonathan Raban, britischer Schriftsteller († 2023)
- 24. Juni: Gerhard Roth, österreichischer Schriftsteller († 2022)
- 25. Juni: Ivan Binar, tschechischer Schriftsteller und Übersetzer
- 25. Juni: Michel Tremblay, kanadischer Autor und Regisseur
- 26. Juni: Sigrid Löffler, österreichische Publizistin und Literaturkritikerin
- 27. Juni: Christian Giudicelli, französischer Schriftsteller und Literaturkritiker († 2022)
- 28. Juni: Rupert Sheldrake, britischer Autor und Biologe
- 30. Juni: Robert Ballard, US-amerikanischer Schriftsteller und Tiefsee-Wissenschaftler

### Juli bis September
- 02. Juli: Gert Neumann, deutscher Schriftsteller
- 03. Juli: Gerhard Pilz, österreichischer Gewerbetreibender (Druckerei), Drehbuchautor und Schauspieler
- 10. Juli: Hermann Burger, Schweizer Schriftsteller († 1989)
- 11. Juli: Daphne Marlatt, kanadische Schriftstellerin australischer Herkunft
- 24. Juli: Steffen Mohr, deutscher (Kriminal-)Schriftsteller († 2018)
- 24. Juli: Mike Yaconelli, US-amerikanischer Pastor, Autor und Satiriker († 2003)
- 26. Juli: Enrique Fierro, uruguayischer Schriftsteller, Dichter, Übersetzer und Literaturkritiker († 2016) – geboren 1941 oder 1942
- 26. Juli: Barry Graves, deutscher Journalist, Autor und Radiomoderator († 1994)
- 29. Juli: Sten Nadolny, deutscher Schriftsteller
- 30. Juli: Bärbel Reetz, deutsche Schriftstellerin

- 01. August: Adriano Sofri, italienischer Journalist
- 05. August: Sergio Ramírez, nicaraguanischer Schriftsteller und Politiker
- 09. August: Karol Sidon, tschechischer Schriftsteller und Rabbiner
- 14. August: Alberto Abruzzese, italienischer Literatur- und Medienwissenschaftler
- 14. August: Molefi Kete Asante, US-amerikanischer Autor und Afrozentrist
- 15. August: Joan Schenkar, US-amerikanische Dramatikerin und Biografin († 2021)
- 15. August: Friede Springer, deutsche Verlegerin
- 16. August: John E. Woods, US-amerikanischer Übersetzer aus dem Deutschen († 2023)
- 20. August: Cho Se-hui, südkoreanischer Schriftsteller († 2022)
- 23. August: Jürg Stenzl, Schweizer Musikwissenschaftler, Autor und Hochschullehrer
- 25. August: Frances Itani, kanadische Schriftstellerin und Lyrikerin
- 28. August: Ali Podrimja, kosovo-albanischer Lyriker († 2012)

- 01. September: António Lobo Antunes, portugiesischer Schriftsteller
- 03. September: Claire Krähenbühl, Schweizer Schriftstellerin
- 14. September: Bernard MacLaverty, nordirischer Schriftsteller
- 20. September: Susanna Kubelka, österreichische Schriftstellerin († 2024)
- 21. September: Luis Mateo Díez, spanischer Schriftsteller
- 28. September: Donna Leon, US-amerikanische Schriftstellerin

### Oktober bis Dezember
- 01. Oktober: Günter Wallraff, deutscher Journalist und Buchautor
- 04. Oktober: Ave Alavainu, estnische Lyrikerin und Schriftstellerin († 2022)
- 05. Oktober: Adam Hochschild, US-amerikanischer Journalist und Schriftsteller
- 06. Oktober: Anna Wahlgren, schwedische Sachbuchautorin († 2022)
- 13. Oktober: Dieter Stappert, österreichischer Journalist und Teammanager im Motorsport († 2008)
- 14. Oktober: Péter Nádas, ungarischer Schriftsteller
- 19. Oktober: Andrew Vachss, US-amerikanischer Anwalt und Schriftsteller († 2021)
- 23. Oktober: Michael Crichton, US-amerikanischer Schriftsteller, Drehbuchautor und Regisseur († 2008)
- 24. Oktober: Fernando Vallejo, mexikanischer Schriftsteller
- 25. Oktober: Magnus Ljunggren, schwedischer Literaturwissenschaftler, Slawist, Essayist und Übersetzer († 2022)
- 29. Oktober: Vita Andersen, dänische Schriftstellerin († 2021)
- 31. Oktober: Ginka Steinwachs, deutsche Schriftstellerin

- 01. November: Larry Flynt, US-amerikanischer Verleger († 2021)
- 03. November: Martin Cruz Smith, US-amerikanischer Schriftsteller († 2025)
- 09. November: Karin Kiwus, deutsche Schriftstellerin
- 12. November: Karl Corino, deutscher Literaturkritiker und Schriftsteller
- 12. November: Konstantin Kedrow, russischer Schriftsteller, Dichter, Philosoph, Literaturkritiker und Verleger († 2025)
- 17. November: Luis Alberto Ammann, argentinischer Schriftsteller, Journalist und Politiker († 2020)
- 19. November: Sharon Olds, US-amerikanische Dichterin
- 21. November: Brigitte Blobel, deutsche Schriftstellerin und Drehbuchautorin († 2024)
- 27. November: Walter Weiss, österreichischer Philosoph und Buchautor

- 03. Dezember: Alice Schwarzer, deutsche Journalistin und Buchautorin
- 03. Dezember: Frank Sels, belgischer Comiczeichner und -autor († 1986)
- 06. Dezember: Peter Handke, österreichischer Schriftsteller und Übersetzer
- 11. Dezember: Thomas Mitscherlich, deutscher Filmregisseur und Autor († 1998)
- 17. Dezember: Ulrich Schaffer, deutscher Schriftsteller, Lyriker und Fotograf
- 18. Dezember: Katja Behrens, deutsche Schriftstellerin und Übersetzerin († 2021)
- 20. Dezember: Paul Dräger, deutscher Klassischer Philologe, Übersetzer und Wissenschaftshistoriker
- 21. Dezember: Uwe Dick, deutscher Schriftsteller
- 24. Dezember: Dominique Manotti, französische Romanautorin und Historikerin
- 27. Dezember: Klaus Hoffer, österreichischer Schriftsteller
- 29. Dezember: Rosemarie Still, deutsche Übersetzerin aus dem Niederländischen († 2022)
- 30. Dezember: Matt Cohen, kanadischer Schriftsteller und Übersetzer († 1999)
- 31. Dezember: Gunter Hofmann, deutscher Journalist und Buchautor

### Genaues Geburtsdatum unbekannt
- Josef Art, deutscher Ju-Jutsuka, Sachbuchautor und Sportfunktionär
- Marlies Janz, deutsche Literaturwissenschaftlerin und Autorin († 2020)
- Moshe Kahn, deutscher literarischer Übersetzer
- Gottfried Knapp, deutscher Kunstkritiker und Autor
- Hainer Kober, deutscher Übersetzer
- Uri Margolin, israelisch-kanadischer Literaturwissenschaftler
- André Salifou, nigrischer Historiker, Schriftsteller, Politiker und Diplomat († 2022)

## Gestorben

### Erstes Halbjahr
- 06. Januar: Alexander Beljajew, russischer Schriftsteller (* 1884)
- 17. Januar: Georg Hirschfeld, deutscher Schriftsteller jüdischer Herkunft (* 1873)
- 21. Januar: Heinrich Wolf, deutscher Schriftsteller (* 1858)
- 21. Januar: Christiaan Cornelissen, niederländischer Autor, Aktivist, libertärer Sozialist (* 1864)
- 30. Januar: Ina von Grumbkow, deutsche Abenteurerin und Autorin (* 1872)

- 02. Februar: Daniil Charms, russischer Schriftsteller (* 1905)
- 02. Februar: Hugh D. McIntosh, australischer Sportveranstalter, Zeitungsverleger und Theaterunternehmer (* 1876)
- 20. Februar: Peter Sturmbusch, österreichischer Schriftsteller und Schauspieler (* 1885)
- 23. Februar: Stefan Zweig, österreichischer Schriftsteller (* 1881)
- 27. Februar: Ernst Pfeiffer, deutscher Autor und Journalist (* 1875)

- 21. März: Jindřich Štyrský, tschechischer Maler, Photograph, Grafiker, Dichter, Vertreter des Surrealismus und Kunsttheoretiker (* 1899)
- 21. März: Olha Kobyljanska, ukrainische Schriftstellerin (* 1863)
- 12. April: Marco Brociner, österreichischer Journalist und Schriftsteller (* 1852)
- 15. April: Robert Musil, österreichischer Schriftsteller (* 1880)
- 24. April: Lucy Maud Montgomery, kanadische Schriftstellerin (* 1874)
- 24. April: Fryco Rocha, niedersorbischer Dichter und Schriftsteller (* 1863)

- 11. Mai: Hagiwara Sakutarō, japanischer Schriftsteller (* 1886)
- 21. Mai: George Antonius, libanesischer Schriftsteller (* 1891)
- 23. Mai: Charles Robert Ashbee, britischer Architekt, Innenarchitekt, Kunsthandwerker, Kunsttheoretiker und Dichter (* 1863)
- 01. Juni: Lili Grün, österreichische Schriftstellerin und Dichterin (* 1904)

### Zweites Halbjahr
- 10. Juli: Franz Blei, österreichischer Schriftsteller, Übersetzer und Literaturkritiker (* 1871)
- 20. Juli: Moses Louis Annenberg, US-amerikanischer Publizist (* 1877)
- 22. Juli: Heinrich Reimers, deutscher Publizist (* 1879)
- 26. Juli: Roberto Arlt, argentinischer Erzähler, Dramatiker und Journalist (* 1900)
- 30. Juli: Renia Spiegel, polnisch-jüdisches Mädchen, Tagebuchautorin, Opfer des Holocaust (* 1924)
- 16. August: Rudolf Greinz, österreichischer Schriftsteller (* 1866)
- 17. August: Irène Némirovsky, französische Schriftstellerin ukrainischer Abstammung (* 1903)
- 22. August: Alice Duer Miller, US-amerikanische Schriftstellerin (* 1874)
- 28. August: Fabio Fiallo, dominikanischer Politiker, Diplomat, Journalist und Schriftsteller (* 1866)

- 17. September: Henri Hinrichsen, deutscher Verleger (* 1868)
- 03. Oktober: František Čech-Vyšata, tschechischer Reiseschriftsteller (* 1881)
- 07. Oktober: Norman Gale, britischer Kinderbuchautor, Lyriker und Erzähler (* 1862)
- 10. Oktober: Richard von Schaukal, österreichischer Dichter (* 1874)
- 27. Oktober: Udell Sylvester Andrews, US-amerikanischer Filmregisseur und Drehbuchautor (* 1894)

- 03. November: Carl Sternheim, deutscher Dramatiker und Autor (* 1878)
- 15. November: Annemarie Schwarzenbach, Schweizer Schriftstellerin (* 1908)
- 22. November: Kitahara Hakushū, japanischer Schriftsteller (* 1885)

- 04. Dezember: Nakajima Atsushi, japanischer Schriftsteller (* 1909)
- 11. Dezember: Jochen Klepper, deutscher Journalist, Schriftsteller und geistlicher Liederdichter (* 1903)
- 16. Dezember: Selma Meerbaum-Eisinger, deutschsprachige jüdische Dichterin und Opfer der Schoah (* 1924)
- 22. Dezember: Gerhard Wartenberg, deutscher Autor (* 1904)
- 29. Dezember: Màrius Torres, katalanischer Lyriker (* 1910)

### Genaues Todesdatum unbekannt
- Jakob van Hoddis, deutscher Dichter (* 1887)
- Janusz Korczak, polnischer Arzt, Kinderbuchautor und Pädagoge (* 1878)
- Arturo Rossato, italienischer Journalist, Dramatiker, Librettist und Lyriker (* 1882)